# Nanstelocephala
Nanstelocephala är ett släkte av svampar. Nanstelocephala ingår i familjen spindlingar, ordningen Agaricales, klassen Agaricomycetes, divisionen basidiesvampar och riket svampar.
|                 | Cortinarius                                       |
|                 |                                                   |
|                 | Dermocybe                                         |
|                 |                                                   |
|                 | Phaeocollybia                                     |
|                 |                                                   |
|                 | Pyrrhoglossum                                     |
|                 |                                                   |
|                 | Hemistropharia                                    |
|                 |                                                   |
|                 | Protoglossum                                      |
|                 |                                                   |
|                 | Thaxterogaster                                    |
|                 |                                                   |
|                 | Anamika                                           |
|                 |                                                   |
|                 | Mackintoshia                                      |
|                 |                                                   |
|                 | Descomyces                                        |
|                 |                                                   |
|                 | Quadrispora                                       |
|                 |                                                   |
|                 | Cribbea                                           |
|                 |                                                   |
|                 | Stephanopus                                       |
|                 |                                                   |
|                 | Descolea                                          |
|                 |                                                   |
| Nanstelocephala | \| \| Nanstelocephala physalacrioides \| \| \| \| |
|                 | \| \| Nanstelocephala physalacrioides \| \| \| \| |
|                 | Nanstelocephala physalacrioides                   |
|                 |                                                   |

|  | Nanstelocephala physalacrioides |
|  |                                 |